# エルンスト2世・レオポルト (ヘッセン＝ローテンブルク方伯)
エルンスト2世・レオポルト（Ernst II. Leopold von Hessen-Rotenburg, 1684年6月15日 - 1749年11月29日）は、ヘッセン＝ローテンブルク方伯（在位：1725年 - 1749年）。ヘッセン＝ローテンブルク方伯ヴィルヘルム1世とその妻のマリア・アンナ・ツー・レーヴェンシュタイン＝ヴェルトハイム＝ロシュフォールの間の第8子、長男。
1725年に父が死ぬと、ヘッセン＝カッセル方伯領の分封領「ローテンブルガー・クヴァルト（Rotenburger Quart）」のローテンブルク地域を相続した。ヘッセン＝ローテンブルク方伯家の当主だった間に、エルンスト2世レオポルトはブルーメンシュタイン（Blumenstein）にヴィルデックの狩猟用城館を建設した。また、1739年には領地内にユダヤ教徒のための学校と墓地を建設することを認可し、ローテンブルクのユダヤ人共同体の形成を基礎を作った。エルンスト2世レオポルトは、宗主であり本家のヘッセン＝カッセル方伯家やローテンブルガー・クヴァルトの等族達とは概ね良好な関係を保ったが、保守的なクヴァルトの官吏とは対立していた。

## 子女
1704年に母方の親族にあたるレーヴェンシュタイン＝ヴェルトハイム＝ロシュフォール侯マクシミリアン・カールの娘エレオノーレと結婚し、間に4男6女の10人の子女をもうけた。
- ヨーゼフ（1705年 - 1744年） - 方伯世子
- ポリクセナ（1706年 - 1735年） - 1724年、サルデーニャ王カルロ・エマヌエーレ3世と結婚
- ヴィルヘルミーネ（1707年 - 1708年）
- ヴィルヘルム（1708年）
- ゾフィー（1709年 - 1711年）
- フランツ（1710年 - 1739年）
- エレオノーレ（1712年 - 1759年） - 1731年、プファルツ＝ズルツバッハ公ヨハン・クリスティアンと結婚
- カロリーネ（1714年 - 1741年） - 1728年、コンデ公ルイ4世アンリと結婚
- コンスタンティン（1716年 - 1778年） - ヘッセン＝ローテンブルク方伯
- クリスティーネ（1717年 - 1781年） - 1740年、カリニャーノ公ルイージ・ヴィットーリオと結婚